# Donkey Kong Country (computerspelserie)
Donkey Kong Country is een computerspelserie in het platform-genre. De serie is uitgegeven door Nintendo, en werd ontwikkeld door Rare en Retro Studios.
De Donkey Kong Country-serie is een spin-off van de oorspronkelijke Donkey Kong-serie, waarin de speler Donkey Kong bestuurt met zijn vrienden, en in een zijwaartse wereld vijanden en eindbazen moet verslaan.

## Geschiedenis
Het oorspronkelijke Donkey Kong-spel kwam uit voor de SNES op 21 november 1994 dat werd ontwikkeld door Rare. Dit spel werd later uitgebracht op andere spelcomputers van Nintendo. De serie werd opgevolgd door een spel op de Nintendo 64 genaamd Donkey Kong 64, dat in de ontwikkelfase nog Donkey Kong Country 64 heette.
Na de overname van Rare door Microsoft stopte de ontwikkeling van de spelserie. In 2010 werd de serie vervolgd door spelontwikkelaar Retro Studios met het spel Donkey Kong Country Returns voor de Wii.
De meeste recente titel in de spelserie is Donkey Kong Country: Tropical Freeze (2014) voor de Wii U en Switch.

## Spellen in de reeks
- Donkey Kong Country (1994)
- Donkey Kong Country 2: Diddy's Kong Quest (1995)
- Donkey Kong Country 3: Dixie Kong's Double Trouble! (1996)
- Donkey Kong 64 (1999)
- Donkey Kong Country Returns (2010)
- Donkey Kong Country: Tropical Freeze (2014)

## Spelmuziek
De spelmuziek werd gecomponeerd door David Wise, Eveline Fischer, Robin Beanland en Grant Kirkhope.

## Platforms
Spellen in de Donkey Kong Country-serie zijn uitgekomen op de volgende platforms: SNES, Game Boy Color, Nintendo 64, Game Boy Advance, Nintendo GameCube, Wii, Virtual Console, Nintendo 3DS, en Wii U.